# Durata (linguistica)
In fonetica, la durata è un parametro acustico fondamentale (insieme alla frequenza fondamentale e all'intensità, la durata è uno dei cosiddetti "correlati acustici"). È il corrispettivo fisico della nozione fonologica di quantità. Gli aggettivi "breve" e "lungo" sono usati in fonetica e in fonologia per indicare la durata fisica di un fono o la quantità di un fonema.
In quanto parametro acustico fondamentale, la durata concorre alla produzione dei tratti prosodici.